# 真鍋淑郎
真鍋淑郎（英語：Syukuro "Suki" Manabe、日语：／ Manabe Shukurō ?，1931年9月21日—），愛媛縣宇摩郡新立村（現四國中央市）人，美国日裔職業地球科學家，專長氣象學、氣候學。現任普林斯頓大學高等研究員，美國國家科學院院士，日本學士院客座會員（院士）。2021年諾貝爾物理學獎得主之一。

## 主要貢獻
歷時半世紀，真鍋淑郎畢生研究和開發基於計算機（超級電腦）的氣象模擬的氣象模型。他因建立了綜合氣象模型（真鍋模型）並使預測全球暖化成為可能而聞名。1989年，他構建了世界上第一個結合「大氣流動」和「海洋環流」的氣象模型（現稱為「真鍋模型」），並以電腦模擬了地球。他發表的論文『Assessing Temperature Pattern Projections made in 1989』是暖化領域的重量級研究成果，其指出北半球和南半球的全球暖化進程有差異，因為海洋深部具有積熱的特性。此外，地球溫度將隨著大氣中二氧化碳（CO2）含量的增加而升高（具體而言，當二氧化碳濃度增加一倍時，平均溫度升高2.3度。這是真鍋的計算結果），並以科學證據表明，人類的活動正在導致平均氣溫升高。

## 生平
真鍋淑郎出生於1931年。1953年从东京大学理学部地球物理学科毕业，后于本校攻读数物系研究科，于1958年获得理学博士学位。毕业后于同年来到美国，在美国气象局的总循环研究部门工作，即现在的地球物理流体动力学实验室。
1997年到2001年，在日本的全球变化前沿研究系统中担任全球变暖研究部主任。2002年，他作为普林斯顿大学大气与海洋科学计划的客座研究合作伙伴而回到美国。目前在大学担任高级气象学家。
2007年12月至2014年3月在名古屋大學擔任特任教授。

## 榮譽

### 外国勋章奖章
- 文化勋章（日本，2021年11月3日公布）

### 奖项
- 1966年：藤原賞（日本氣象學會）[6]
- 1967年：Clarence Leroy Meisinger獎（美國氣象學會）
- 1970年：美國商務部金奖（英语：Department of Commerce Gold Medal）
- 1991年：卡爾-古斯塔夫·羅斯貝獎章
- 1992年：蓝色星球奖
- 1993年：Roger Revelle Medal（美國地球物理聯盟）
- 1995年：朝日獎
- 1997年：富豪汽車環境獎
- 2007年：麥吉爾大學名譽博士
- 2010年：William Bowie Medal（美國地球物理聯盟）
- 2015年：富蘭克林獎章
- 2016年：BBVA基金會前沿知識獎（英语：BBVA Foundation Frontiers of Knowledge Award）
- 2018年：克拉福德獎[7]
- 2021年：諾貝爾物理學獎

### 2021年諾貝爾獎
2021年10月5日，真鍋淑郎與克勞斯·哈塞爾曼獲得諾貝爾物理學獎，成為氣象學（應用物理學的分支）獲獎的首例。真鍋也是獲獎時最高齡的日本人（90歲），刷新了南部陽一郎（87歲）與赤崎勇（85歲）此前的紀錄。
真鍋的愛媛縣同鄉、同樣移民美國的2014年諾貝爾物理學獎得主中村修二在10月6日對真鍋表達了祝賀之意。
日本首相岸田文雄亦稱呼真鍋是「日本國民的驕傲」。

## 著作
- Manabe, S., J. Smagorinsky, and R.F. Strickler, 1965: Simulated climatology of a general circulation model with a hydrologic cycle. Monthly Weather Review, 93(12), 769-798.
- Manabe, S., and R. T. Wetherald, 1967: Thermal equilibrium of the atmosphere with a given distribution of relative humidity. Journal of the Atmospheric Sciences, 24 (3), 241-259.
- Manabe, S. and K. Bryan, 1969: Climate Calculation with a combined ocean-atmosphere model. Journal of the Atmospheric Sciences, 26(4), 786-789.
- Manabe, S. and R.T. Wetherald, 1975: The effect of doubling of CO2 concentration in the atmosphere. Journal of the Atmospheric Sciences, 32(1), 3-15.
- Stouffer,R.J., S. Manabe, and K. Bryan, 1989: Interhemispheric Asymmetry in climate response to a gradual increase of atmospheric carbon dioxide. Nature, 342,660-662.
- Manabe, S., R.J. Stouffer, M.J. Spelman, and K. Bryan, 1991: Transient response of coupled ocean-atmosphere model to gradual changes of atmospheric CO2. Part I: Annual mean response. Journal of climate, 4(8), 785-818.
- Manabe, S., M.J. Spelman, and R.J. Stouffer, 1992: Transient response of a coupled ocean-atmosphere model to gradual increase of atmospheric CO2. Part II: Seasonal response. Journal of climate, 5(2): 105-126.
- Manabe, S., and R. J. Stouffer, 1995: Simulation of abrupt climate change induced by freshwater input to the North Atlantic Ocean. Nature, 378, 165-167.
- Manabe, S., and R.J. Stouffer, 2000: Study of abrupt climate Change by a coupled ocean-atmosphere model. Quaternary Science Reviews, 19: 285-299.
- Manabe, S. and A. J. Broccili. 2020. Beyond Global Warming: How Numerical Models Revealed the Secrets of Climate Change. Princeton, NJ: Princeton University Press.